# 瓦勒蒙 (马恩省)
瓦勒蒙（法語：Voilemont，法語發音：[vwalmɔ̃]）是法国马恩省的一个市镇，属于香槟沙隆区。

## 地理
瓦勒蒙（49°2'53"N, 4°47'53"E）面积5.81 平方千米，位于法国大東部大區马恩省，该省份为法国东北部内陆省份，北起阿登省，西北接埃纳省，西南接塞纳-马恩省，南至奥布省，东南接上马恩省，东临默兹省。
与瓦勒蒙接壤的市镇（或旧市镇、城区）包括：拉沙佩勒费尔库尔、多马坦-当皮埃尔、埃利斯-多库尔、日佐库尔、拉普塞库尔。

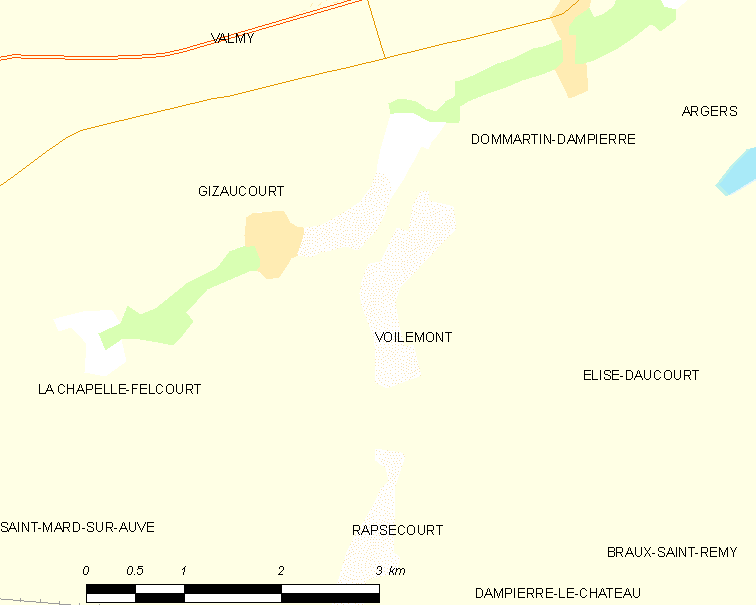
的OSM定位图

瓦勒蒙的时区为UTC+01:00、UTC+02:00（夏令时）。

## 行政
瓦勒蒙的邮政编码为51800，INSEE市镇编码为51650。

## 政治
瓦勒蒙所属的省级选区为阿戈讷-叙普-韦勒县。

## 人口

1962-2008年间人口变化图示

瓦勒蒙于2022年1月1日时的人口数量为47人。